# ラールンダ
ラールンダ（ラテン語: Larunda）は、ローマ神話の女神。本来はサビーニー人に由来する地下神だったのではないかという説がある。
ニュンペーのララ（ラテン語: Lara）と同一視されるが、名前の音節の長短が異なるため、この同一視は本来的なものではありえないとされる。
オウィディウスによれば、ララはラティウムのアルモー河神の娘で、美しいがお喋りだった。ユーピテルのユートゥルナへの恋をユーノーに漏らしたため、怒ったユーピテルがララの舌を切り取り、メルクリウスに命じて冥界へ連れて行かせた。その途中でメルクリウスはララと交わりラレースが産まれた。その後、ララは「黙せる女」を意味するムータ（ラテン語: Muta）またはタキタ（ラテン語: Tacita）と呼ばれ祭られた。